# Maytenus guatemalensis
Maytenus guatemalensis är en benvedsväxtart som beskrevs av Lundell. Maytenus guatemalensis ingår i släktet Maytenus och familjen Celastraceae. Inga underarter finns listade.